# Reserva de la biosfera de Los Ancares Lucenses y Montes de Cervantes, Navia y Becerreá
La Reserva de la biosfera de Los Ancares Lucenses, y Montes de Cervantes, Navia y Becerreá (en gallego Reserva da biosfera dos Ancares Lucenses, e Montes de Navia, Cervantes e Becerreá) es una reserva del Programa sobre el Hombre y la Biosfera de la Unesco, situada en la parte oriental de la provincia de Lugo, en Galicia (España), en la Comarca de Los Ancares. Declarada reserva de la biosfera en 2006, cubre una superficie de 53 664 ha de la sierra de Ancares, e incluye los municipios de Cervantes, Navia de Suarna y Becerreá.
Es un área de clima atlántico de alta y media montaña, donde destaca la gran biodiversidad producida por el encuentro de las regiones Eurosiberiana y Mediterránea. Esta característica hace que al lado de especies típicamente septentrionales se encuentren algunas otras propias del Mediterráneo. El paisaje está surcado por los profundos valles de la red de ríos de montaña que drena el río Navia y ofrece hasta 1600 m de desnivel entre el cauce del río Navia situado a 300 m de altitud y los 1935 m de la cumbre del pico Mustallar.

## Flora y fauna

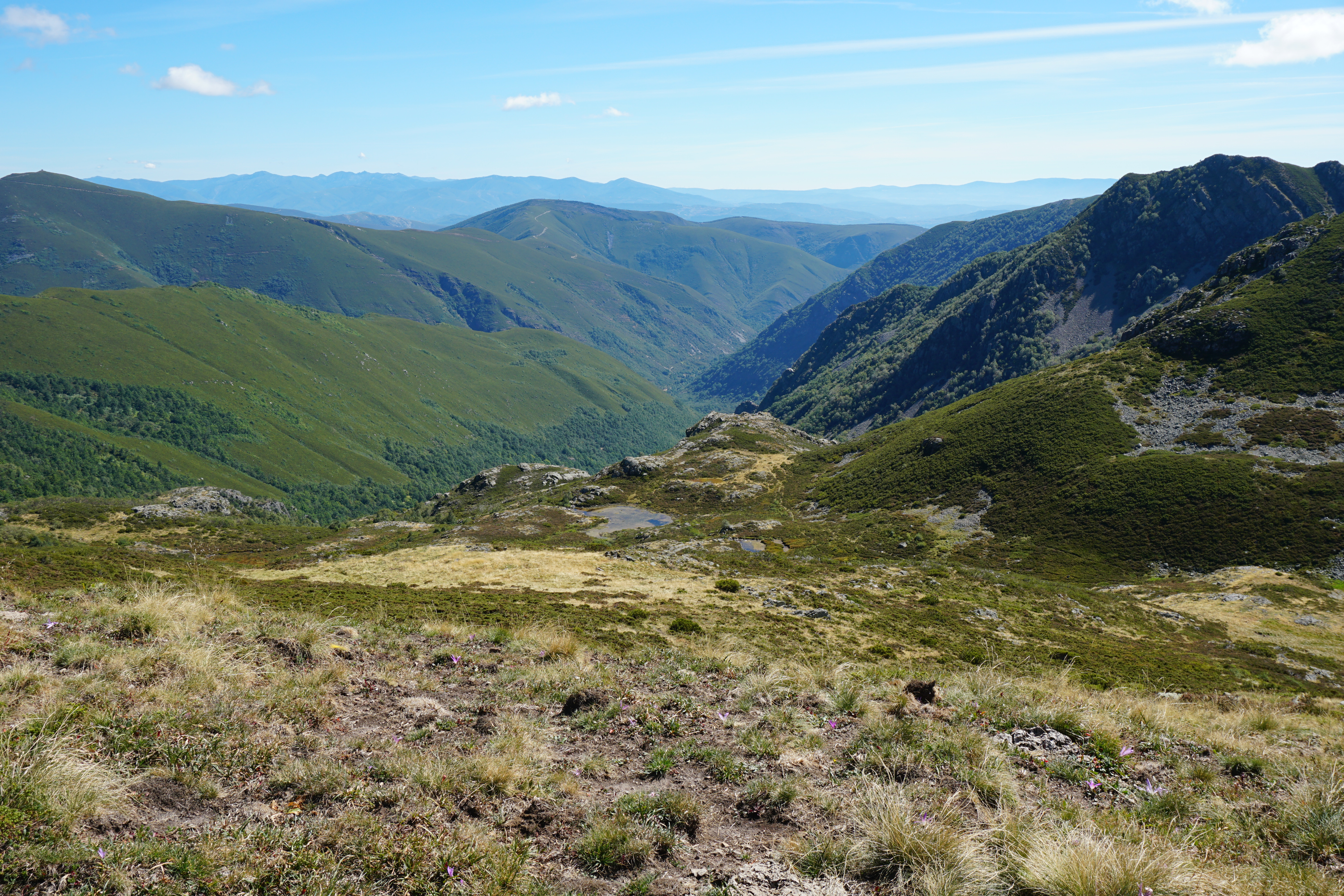
Subida al Cuerno Maldito

Destacan las grandes masas arbóreas de robles y abedules, con presencia de acebo, especie protegida en Galicia, y de algunos encinares (Encinar de Cruzul). Los Ancares lucenses son además el límite occidental del haya en Europa (Hayedo da Pintinidoira), y presentan zonas de turberas de alveolo de gran valor para la paleopolinología. Contiene 35 tipos de hábitats de flora de interés comunitario, de los que 10 son de interés prioritario, y especies en vía de extinción como el helecho Lycopodiella inundata y el briófito Zygodon conoideus.
Algunas especies de alto valor para la conservación habitan la reserva, como el cangrejo de río europeo, el urogallo, y el oso pardo. La práctica de la ganadería extensiva y la abundancia de ungulados silvestres han permitido que los lobos se mantuvieran en la región.

## Protección adicional
El área de la reserva goza también de otras figuras de protección medioambiental:
- Lugar de Importancia Comunitaria (LIC): Os Ancares-Courel, Cruzul-Agüeira.
- Zona de Especial Protección para las Aves (ZEPA): Ancares.
- Zona de especial Protección de los Valores Naturales (ZEPVN): Os Ancares-Courel, Cruzul-Agüeira, Ancares.
- Reserva Nacional de Caza.
- Zona de Protección del Oso Pardo.